# Фабио Симплисио
Фабио Симплисио (23. септембар 1979) бивши је бразилски фудбалер.

## Каријера
Током каријере играо је за Сао Пауло, Парму, Палермо, Рому и многе друге клубове.

## Репрезентација
За репрезентацију Бразила дебитовао је 2009. године.

## Статистика
| Бразил | Бразил | Бразил |
| Год.   | Ута.   | Гол.   |
| ------ | ------ | ------ |
| 2009   | 1      | 0      |
| Укупно | 1      | 0      |